# Arinze Onuaku
Arinze Christopher Onuaku (nacido el 13 de julio de 1987 en Lanham, Maryland) es un jugador de baloncesto estadounidense de ascendencia nigeriana, que pertenece a la plantilla de los Orlando Magic de la NBA. Con 2,06 metros de estatura, juega indistintamente en las posiciones de ala-pívot o de pívot nato. Es hermano mayor del también jugador profesional Chinanu Onuaku.

## Trayectoria deportiva

### Universidad
Jugó durante cuatro temporadas con los Orange de la Universidad de Syracuse, en las que promedió 9,2 puntos, 6,0 rebotes y 1,1 tapones por partido. Acabó su carrera universitaria como el mejor tirador de campo de la historia de la universidad, con un 64,8% de efectividad, y también como el peor lanzador de tiros libres, con un pobre 39,5% de aciertos.

### Profesional
Tras no ser elegido en el 2010, fichó ya avanzada la temporada por los Rio Grande Valley Vipers de la NBA D-League, con los que únicamente disputó cinco partidos en los que promedió 4,6 puntos y 3,8 rebotes.
En septiembre de 2011 fichó por el BC Neptūnas Klaipėda de la liga lituana, con los que jugó tres partidos de la Liga del Báltico, en los que promedió 12,0 puntos y 3,3 rebotes, y otros tres de la liga doméstica, en los que consiguió 12,0 puntos y 7,0 rebotes, dejando el equipo en el mes de diciembre tras una lesión.
En noviembre de 2012 fue seleccionado por los Reno Bighorns en el Draft de la NBA Development League en el puesto 53, pero fue traspasado a los pocos días a los Canton Charge, donde jugó una temporada en la que promedió 12,6 puntos y 9,5 rebotes por partido, siendo elegido para disputar ese año el All-Star Game.
En agosto de 2013 fichó por los New Orleans Pelicans de la NBA, con los que únicamente disputó tres partidos en los que anotó 3 puntos. Tras ser despedido, regresó a los Charge. En el mes de febrero fue llamado a disputar su segundo All-Star, reemplazando al lesionado Dewayne Dedmon.
Pocos días después fichó por diez días con los Cleveland Cavaliers, con los que disputó solo dos partidos, en los que no consiguió anotar, regresando posteriormente de nuevo a los Charge.
El 8 de septiembre de 2016 fichó por los Orlando Magic.

## Estadísticas de su carrera en la NBA

### Temporada regular
| Año     | Equipo      | PJ | PT | MPP  | %TC  | %3P  | %TL  | RPP | APP | ROB | TPP | PPP |
| ------- | ----------- | -- | -- | ---- | ---- | ---- | ---- | --- | --- | --- | --- | --- |
| 2013-14 | New Orleans | 3  | 0  | 8.3  | .250 | .000 | .500 | 2.3 | 1.0 | .0  | .0  | 1.0 |
| 2013-14 | Cleveland   | 2  | 0  | 2.5  | .000 | .000 | .000 | .5  | .0  | .0  | .0  | .0  |
| 2014-15 | Minnesota   | 6  | 1  | 11.3 | .857 | .000 | .375 | 3.5 | .7  | .2  | .5  | 4.5 |
| 2016-17 | Orlando     | 8  | 0  | 3.5  | .500 | .000 | .000 | .8  | .3  | .0  | .1  | .5  |
| Total   | Total       | 19 | 1  | 6.6  | .652 | .000 | .400 | 1.8 | .5  | .1  | .2  | 1.8 |